# Hélène Hallier
Hélène Hallier (Le Chevain, 27 settembre 1898 – Sotteville-lès-Rouen, 18 aprile 1977) è stata un'attrice francese.

## Filmografia

### Cinema
- Bibi-la-Purée, regia di Maurice Champreux (1926)
- Die Wiskottens, regia di Arthur Bergen (1926)
- Fräulein Mama, regia di Géza von Bolváry (1926)
- Hotelratten, regia di Jaap Speyer (1927)
- Wie heirate ich meinen Chef?, regia di Erich Schönfelder (1927)
- Die Königin des Varietés, regia di Johannes Guter (1927)
- La Revue des revues, regia di Joe Francis (1927)
- Embrassez-moi, regia di Robert Péguy e Max de Rieux (1929)
- J'ai l'noir ou Le suicide de Dranem, regia di Max de Rieux (1929)
- Maman Colibri, regia di Julien Duvivier (1929)
- Le Tampon du capiston, regia di Joe Francis e Jean Toulout (1930)
- La Prison en folie, regia di Henry Wulschleger (1931)
- L'Affaire de la clinique Ossola, regia di René Jayet (1931)
- L'Ensorcellement de Séville, regia di Benito Perojo (1931)
- Un chien qui rapporte, regia di Jean Choux (1932)